# Liosceles thoracicus
Liosceles thoracicus е вид птица от семейство Rhinocryptidae, единствен представител на род Liosceles.

## Разпространение
Видът е разпространен в Боливия, Бразилия, Еквадор, Колумбия и Перу.